# シャーロット・ストーンクラブズ
シャーロット・ストーンクラブズ（英語: Charlotte Stone Crabs）は、アメリカ合衆国フロリダ州シャーロット郡ポートシャーロットに本拠地をおいていたマイナーリーグのプロ野球チーム。MLBのタンパベイ・レイズ傘下A+級チームでフロリダ・ステートリーグ南地区に所属している。本拠地球場はシャーロット・スポーツ・パーク。

## 歴史
1980年、ロサンゼルス・ドジャースのキャンプ地であるフロリダ州 ベロビーチの"ドジャータウン"にベロビーチ・ドジャースの名で同球団傘下のA+級チームとして創設。1980年代後半には中日ドラゴンズから野球留学を受け入れており、特に1988年に在籍した山本昌広は球団職員の生原昭宏の金言を受けながらこの年25試合に登板してチームトップとなる13勝を挙げている。また、1992年には当時ヤクルトスワローズの長嶋一茂が1年間在籍した。
2007年には提携球団がタンパベイ・デビルレイズとなったため、チーム名も改称された。
2009年からは同州ポートシャーロットへ移転し、チーム名もシャーロット・ストーンクラブズに変更された。

## 過去の主な所属選手

### ベロビーチ・ドジャース時代
- スティーブ・サックス
- トニー・ブリューワ
- ラルフ・ブライアント
- バルビーノ・ガルベス
- ラモン・マルティネス
- 西村英嗣
- 山本昌広
- ブライアン・トラックスラー
- デーブ・ハンセン
- 鎌仲政昭
- 川畑泰博
- エリック・ヤング
- マイク・ピアッツァ
- 長嶋一茂
- カリーム・ガルシア
- ポール・ロデューカ
- デニス・レイエス
- ゲイリー・ラス
- エイドリアン・ベルトレ
- エリック・ガニエ
- アレックス・コーラ
- デビッド・ロス
- スコット・プロクター
- ウィリー・アイバー
- トニー・アブレイユ
- ホセロ・ディアス
- ジャンボ・ディアス
- ジェームズ・ローニー
- ジョナサン・ブロクストン
- チャド・ビリングスリー
- ジョエル・グーズマン
- ラッセル・マーティン
- A.J.エリス
- マット・ケンプ

### ベロビーチ・デビルレイズ時代
- ジョシュ・ポール
- ロッコ・バルデッリ
- ダグ・ウェクター
- B.J.アップトン
- ウェイド・デービス
- ジェイク・マギー
- カルロス・ペーニャ
- スコット・カズミアー
- ディオナー・ナバーロ
- ベン・ゾブリスト
- マット・ガーザ
- デビッド・プライス
- ジェレミー・ヘリクソン
- デズモンド・ジェニングス

### シャーロット・ストーンクラブズ時代
- アレックス・カッブ
- マット・ムーア
- スティーブン・ボート
- カービー・イエーツ
- アレックス・コロメ
- ティム・ベッカム
- C.J.リーフェンハウザー
- エニー・ロメロ
- ケビン・キアマイアー
- マイキー・マートック
- フェリペ・リベロ
- テイラー・モッター
- ディラン・フローロ
- ライアン・ガートン
- ブレイク・スネル
- ジェイコブ・ファリア